# Grooveshark
Grooveshark là một dịch vụ phát nhạc trực tuyến dựa trên web thuộc sở hữu và được điều hành bởi Escape Media Group tại Hoa Kỳ. Người dùng có thể tải lên các tệp audio kĩ thuật số, sau đó có thể phát trực tuyến và xếp chúng trong các danh sách phát. Website của Grooveshark có một công cụ tìm kiếm, tính năng nghe nhạc trực tuyến, và một hệ thống đề xuất nhạc.
Tính hợp pháp của mô hình kinh doanh của Grooveshark, cho phép người dùng tải nhạc lên dù vẫn chưa được xác định bản quyền. Công ty đã dính vào một vụ kiện lớn do Universal Music Group đệ trình về việc sử dụng các bản thu âm trước năm 1972 của Universal. Grooveshark cũng bị EMI Music Publishing, Sony Music Entertainment và Warner Music Group kiện vì các vi phạm bản quyền của mình. Những lo ngại về bản quyền đã dẫn đến việc Apple và Facebook lần lượt xóa các ứng dụng của Grooveshark khỏi iOS App Store và nền tảng Facebook. Tuy nhiên, Grooveshark vẫn khả dụng trong các cửa hàng ứng dụng thay thế, chẳng hạn như Cydia, Google Play và BlackBerry World. Nó cũng là ứng dụng mặc định trên Ubuntu Touch.
Ngày 30 tháng 4 năm 2015, Grooveshark đóng cửa theo như một trong thỏa thuận giữa dịch vụ và Universal Music Group, Sony Music Entertainment và Warner Music Group.

## Lịch sử

### Trước ra mắt (2006–2009)
Grooveshark là dịch vụ của Escape Media Group Inc. (EMG), đặt tại Gainesville, Florida cùng các văn phòng đặt tại New York City.
Grooveshark được thành lập vào tháng 3 năm 2006 bởi ba sinh viên đại học tại Đại học Florida, Andrés Barreto, Josh Greenberg và Sam Tarantino (CEO sau này). Trong hai năm đầu tiên, Grooveshark hoạt động như một dịch vụ tải nhạc có trả tiền, với nội dung có nguồn gốc từ mạng lưới peer-to-peer P2P độc quyền, yêu cầu người dùng phải cài đặt ứng dụng "Sharkbyte". Grooveshark tuyên bố rằng họ đã trả một phần chi phí cho những người dùng tải lên các bài hát giao dịch. Grooveshark tự đặt mình là đối thủ cạnh tranh hợp pháp với các mạng P2P phổ biến khác như LimeWire, mặc dù câu hỏi về tính hợp pháp của nó đã bị đặt ra ngay từ đầu.
Grooveshark tung ra bản beta vào tháng 9 năm 2007. Trong phiên bản beta, người dùng đã mua và bán các bản nhạc trong đó có nhạc của họ với giá 99 cent. Khoảng 70 cent được trả cho hãng thu âm, 25 cent cho người bán ca khúc và 4 cent chuyển đến Grooveshark. Mô hình của Grooveshark đã được nhiều hãng thu âm nhỏ chấp thuận, nhưng không nhận được sự chấp thuận của bất kì công ty thu âm lớn nào.

### Trình phát web Flash (2008–2012)
Ngày 15 tháng 4 năm 2008, dịch vụ khởi chạy trên web, cho phép người dùng chỉ cần nhấp và phát các bài hát trên trang web mà không phải tải ứng dụng xuống. Bản thân trang web mới đã là một phương tiện phát Flash với tên gọi "Grooveshark Lite", và được thêm vào tính năng tự động phát các bài hát được đề xuất. Dịch vụ này trở nên phổ biến, giúp những người sáng lập Greenberg và Tarantino đặt tên vào các ứng cử viên ở vòng chung kết vào năm 2008 cho danh sách "Doanh nhân trẻ xuất sắc nhất nước Mỹ" tờ Bloomberg Businessweek .
Tính đến năm 2009, Grooveshark đã có chắc gần 1 triệu đô la tiền tài trợ khởi đầu. Cũng trong năm 2009, Grooveshark ra mắt nền tảng dành cho nghệ sĩ mang tên Grooveshark Artists, có chức năng như một dịch vụ phân tích cho các nghệ sĩ có bài hát được phát trên trang web, Ngày 27 tháng 10 năm 2009, Grooveshark sửa đổi giao diện của mình, với đặc trưng bỏ qua bất kỳ điểm nào trong một bài hát, điều hướng bên trái, chủ đề trang web có thể tùy chỉnh, chỉnh sửa kéo và thả danh sách phát. Ngày 2 tháng 12 năm 2010, giao diện trang web được viết lại cho HTML5. Trình phát nhạc vẫn tiếp tục sử dụng Adobe Flash. Một bản cập nhật khác cũng đã xuất hiện vào tháng 10 năm 2011.
Ngày 18 tháng 1 năm 2012, Grooveshark gỡ bỏ dịch vụ khỏi Đức, đồng thời cho rằng dịch vụ phải đóng cửa tại đây vì giá bản quyền quá đắt  Ngày 21 tháng 11 năm 2011, Grooveshark là một trong những ứng cử của Mashable Awards 2011 Finalist tại hạng mục dịch vụ hay ứng dụng âm nhạc hay nhất. Ngày 19 tháng 12 năm 2011, Những người đồng sáng lập Grooveshark, Sam Tarantino và Josh Greenberg đã được liệt kê vào danh sách 30 người dưới 30 tuổi có ảnh hưởng lớn nhất trong lĩnh vực âm nhạc của Forbes.

### Trình phát web HTML5 (2012–2015)
Ngày 28 tháng 8 năm 2012, Google Play đã khôi phuc lại ứng dụng của Grooveshark.
Ngày 5 tháng 9 năm 2012, Grooveshark trình bày đầy đủ về trình phát HTML5 của nó, có tác dụng hiệu quả trong việc hủy bỏ các quyết định không cho dịch vụ khả dụng đối với các ứng dụng dành cho thiết bị di động trước đây của Google và Apple.
Ngày 12 tháng 11 năm 2013, Giám đốc điều hành Eddy Vasquez bị ám sát.
Năm 2013, kho lưu trữ của Cydia iHackStore, BigBoss Repo, c0caine và tất cả những kho lưu trữ khác đã đưa ứng dụng Grooveshark trở về iPhone với khả năng tải xuống các bài hát và nhập trực tiếp chúng vào ứng dụng nhạc nằm trong ứng dụng Grooveshark.
Tính đến tháng 7 năm 2014, Grooveshark thông báo sẽ chấp nhận Bitcoin như một phương thức thanh toán thông qua Stripe.

### Ngưng hoạt động (2015)
Ngày 30 tháng 4 năm 2015, có thông báo rằng, như một động thái trong việc giải quyết các vụ kiện vi phạm bản quyền giữa dịch vụ với Universal Music Group, Sony Music Entertainment và Warner Music Group,  Grooveshark sẽ phải đóng cửa ngay lập tức. Hơn thế, quyền sở hữu dịch vụ Grooveshark, trang web và tất cả tài sản trí tuệ liên quan của nó sẽ được chuyển giao cho các hãng thu. Trang web của Grooveshark đã bị thay thế bằng một thông báo việc đóng cửa, đồng thời hướng người dùng đến các dịch vụ phát nhạc trực tuyến đã được cấp phép. Động thái này được đưa ra sau khi có nguồn tin tiết lộ rằng công ty có thể phải chịu bồi thường thiệt hại lên đến 736 triệu đô la nếu hành vi vi phạm bản quyền của trang web được xác định là có thật.
Không lâu sau khi đóng cửa, một trang web mới mang nhãn hiệu Grooveshark xuất hiện dưới một tên miền cấp cao nhất khác, cung cấp công cụ tìm kiếm MP3 cơ bản, đã xác nhận quyền sử dụng thư viện nhạc trước đó của trang web và hứa sẽ khôi phục lại nhiều chức năng gốc của nó. Mặc dù người ẩn danh lập ra trang web tuyên bố đã có "kết nối" với trang web trước đó và hứa hẹn sẽ phát triển lại nó trong tương lai, nhưng sau này đã có phát hiện ra rằng trang web Grooveshark "mới" chỉ đơn giản là công cụ tìm kiếm MP3 đã tồn tại sẵn được gắn thương hiệu lại. Sau khi các nhãn hiệu bị cấp một lệnh cấm tạm thời, tên miền của bản sao đã bị giữ lại, mặc dù trang web đã nhanh chóng xuất hiện lại trên một tên miền mới. Công cụ đã được tạo ra để lấy lại các danh sách phát Grooveshark, như playlist.fish, Audiosplitter và StreamSquid.
Ngày 19 tháng 7 năm 2015, người đồng sáng lập Grooveshark Josh Greenberg đã chết tại nhà của mình ở tuổi 28, với nguyên nhân không được xác định rõ.

## Tính năng
Grooveshark là ứng dụng Internet phong phú ban đầu được chạy bằng Adobe Flash. Tháng 12 năm 2010, Grooveshark đã được thiết kế lại để trang web cung cấp một giao diện HTML5. Grooveshark hiển thị các bài hát, danh sách phát và người dùng. Grooveshark có một ứng dụng Java Web Start để quét các thư mục người dùng cho MP3, tải lên và thêm chúng vào thư viện trực tuyến của người dùng. Thông tin ID3 của bài hát đã tải lên sẽ được liên kết với người dùng và tệp sẽ được tải lên Grooveshark, sau đó sẽ phát lại nhạc theo yêu cầu của người dùng. Tất cả nội dung trên dịch vụ đều có nguồn từ người dùng. Năm 2010, bổ sung trực tuyến của Time đã liệt kê Grooveshark vào 50 trang web tốt nhất.
Grooveshark đã phát trực tuyến hơn 1 tỷ tệp âm thanh mỗi tháng, chứa hơn 15 triệu bài hát và có 20 triệu người dùng. Người dùng có thể tìm kiếm và tìm nhạc theo bài hát, nghệ sĩ, album, hoạt động duyệt web gần đây của bạn bè và thậm chí là thông qua danh sách phát của những người dùng khác. Dịch vụ cho phép người dùng tạo và chỉnh sửa các danh sách phát. Người dùng đã đăng ký có thể lưu danh sách phát vào tài khoản, đăng ký các danh sách phát của những người dùng khác và chia sẻ chúng qua e-mail, phương tiện truyền thông xã hội, StumbleUpon, Reddit hoặc các tiện ích có thể nhúng. Người dùng có thể nghe các trạm phát của các thể loại cụ thể hoặc trạm phát riêng của họ thông qua danh sách các bài hát. Trang web sẽ sử dụng danh sách bài hát để phát các bài hát tương tự và việc lựa chọn luồng này sẽ được cập nhật dựa vào xếp hạng của người dùng cho các bài hát. Grooveshark cũng có phần "Cộng đồng", nơi người dùng có thể xem hoạt động của bạn bè bằng cách "theo dõi" họ. Người dùng cũng có thể kết nối với các tài khoản mạng xã hội khác của họ.
Người dùng có thể nhận được các tài khoản cơ bản mà không phải mất phí. Grooveshark cung cấp hai dịch vụ đăng ký cho phép người dùng tăng tính năng, không có quảng cáo biểu ngữ và khả năng phát trên thiết bị di động.

## Đánh giá phản hồi
Năm 2013, Entertainment Weekly làm phép so sánh các dịch vụ nghe nhạc trực tuyến và cho Grooveshark điểm "B", đánh giá rằng "Người dùng có thể tải lên thư viện nhạc trên máy chủ cloud, điều này đồng nghĩa với việc ít lỗ danh mục hơn. Nhưng chỉ có một ứng dụng Android và giao diện web có thể trở nên chậm chạp."

## Vấn đề bản quyền
CEO Sam Tarantino tuyên bố rằng công ty tuân thủ nghiêm ngặt quy trình gỡ xuống của Đạo luật giới hạn trách nhiệm vi phạm bản quyền trực tuyến của Hoa Kỳ, nêu rõ rằng Grooveshark khẩn trương xóa nội dung. Tuy nhiên, đại diện của các hãng âm nhạc cho rằng các bài hát bị gỡ xuống do các khiếu nại vi phạm thường xuất hiện lại gần như ngay lập tức. Do các mối quan tâm về bản quyền và áp lực từ các hãng thu âm, nhiều công ty bên thứ ba đã tách khỏi Grooveshark. Apple đã gỡ ứng dụng Grooveshark khỏi iOS từ App Store vào ngày 16 tháng 8 năm 2010, ngay sau khi nhận phản hồi từ Universal. Ngày 1 tháng 4 năm 2011, ứng dụng Grooveshark đã bị gỡ khỏi Android Market. Tháng 5 năm 2012, Facebook gỡ bỏ Grooveshark "do khiếu nại vi phạm bản quyền". Cuối tháng 4 năm 2013 Google Search bắt đầu kiểm duyệt cụm từ "grooveshark" từ tính năng tự động điền của nó. Năm 2012, Phonographic Industry tham gia Phonographic Performance Limited liên quan đến việc cấp phép của Grooveshark, và tính đến tháng 11 năm 2013, đã cố gắng để tất cả ISP từ Vương quốc Anh chặn trang web.

### Universal Music Group

Robert Fripp tuyên bố Grooveshark vẫn tiếp tục phân phối âm nhạc của mình, sau khi thông báo gỡ xuống lặp lại và các khiếu nại khác. Trao đổi của ông có bao gồm đơn kiện của Universal, nộp trong tháng 11 năm 2011, chống lại Grooveshark.

Universal Music Group đã đệ đơn kiện vi phạm bản quyền chống lại Grooveshark vào ngày 6 tháng 1 năm 2010, cáo buộc Grooveshark giữ trên các máy chủ của mình các bản sao bất hợp pháp của các bài hát trong danh mục trước năm 1972 của Universal. Tháng 7 năm 2012, Thẩm phán Tòa án Tối cao Tiểu bang New York Barbara Kapnick đưa ra phán quyết các bản ghi âm trước năm 1972 đã được đề cập trong "đạo luật an toàn" cung cấp bởi Đạo luật bản quyền kỹ thuật số thiên niên kỷ Tháng 4 năm 2013, Tòa án phúc thẩm tối cao của tiểu bang New York đã đảo ngược quyết định, nói rằng giấy phép trước năm 1972 không thuộc phạm vi điều chỉnh của DMCA.
Tháng 11 năm 2011, Universal Music Group đưa ra một vụ kiện bổ sung chống lại Grooveshark với hơn 15 tỷ đô la. UMG trích dẫn từ các tài liệu nội bộ tiết lộ rằng các nhân viên Grooveshark đã tải lên hàng ngàn bản sao bất hợp pháp các bản ghi âm do UMG sở hữu. Sáu cá nhân được nêu tên là các cá nhân đã tải lên trong khoảng 1.000 tới 40.000 bài hát mỗi người; các nhân viên khác cũng đã tải lên 43.000 bài hát, theo trang 8 của đơn khiếu nại. Đối với một trong số 113.777 lượt tải lên bị cáo buộc, Universal yêu cầu khoản phạt 150.000 đô la Mỹ, ước tính tổng khoản tiền phạt là 17,1 tỷ đô la Mỹ. Grooveshark bác bỏ tất cả các khiếu nại, phàn nàn rằng có một "sai lầm tổng hợp" của các tài liệu thu được trong giai giai đoạn điều tra vụ kiện. Tháng 9 năm 2014, vụ kiện đã được kết luận khi quyền lợi nghiêng về phía các công ty thu âm, với những thiệt hại chưa được xác định.
Hãng thu âm lớn khác, EMI, cũng đã ký một thỏa thuận cấp phép để phát nhạc trực tuyến với Grooveshark trong năm 2009 sau khi giải quyết một vụ kiện liên quan đến bản quyền trước đó. Tuy nhiên, vào ngày 5 tháng 1 năm 2012, EMI đã kiện Grooveshark vì không thanh toán tiền bản quyền nêu rõ trong đơn khiếu nại của họ rằng Grooveshark không đưa ra "một tuyên bố thanh toán duy nhất". Kết quả là, EMI đã từ bỏ thỏa thuận cấp phép với Grooveshark. Phần lớn EMI hiện thuộc sở hữu của Universal Music Group.

### Các hãng thu độc lập
Grooveshark có các thỏa thuận cấp phép với một số lượng không nhỏ các hãng thu âm, như Sun Records.